# Salacie
Pour les articles homonymes, voir Salacia.
Dans la mythologie romaine, Salacie (en latin Salacia, ae) est une déesse de la mer. Elle est l’épouse de Neptune.
Elle correspond dans la mythologie grecque à la déesse Amphitrite.
La déesse Salacie est représentée comme une belle nymphe, souvent couronnée d'algues, intronisée aux côtés de Neptune conduisant son chariot à coquille perlée conduit par des dauphins, des hippocampes ou d'autres fabuleuses créatures de la mer et parfois assisté par des Tritons et des Néréides.
Pour figurer le flux et le reflux de la mer, les Romains voyaient d'abord deux femmes à Neptune, Vénilia et Salacia. Celle-ci tirant son nom du sel (salum), tandis que la première de ce qu’elle donne du vent (ventum) à ceux qui naviguent. Cela va de pair avec la transformation de Neptune, d'ancienne divinité des eaux douces au dieu de la mer. Salacie est surtout la personnification de l'aspect calme et éclairé de l'étendue aquatique, si ce n'est le large et son immensité, parfois littéralement traduit pour signifier le sensationnel, rattaché à l'image du grandiose océan.
En tant qu'épouse officielle, Salacia a donné trois enfants à Neptune, le plus célèbre étant Triton, dont le corps était moitié homme et moitié poisson.
Pour Dumézil, « les deux entités  féminines associées à Neptune, Salacia et Venilia, expriment deux aspects, domaines ou modes d'action du dieu. Salacia peut représenter le cours de l'eau bondissant et éventuellement rebelle et dangereuse, et Venilia, le cours de l'eau calme et docile ».

## Honneur
L'objet transneptunien (120347) Salacie porte son nom.

## Sources antiques
- Aulu-Gelle, Nuits attiques, XIII, 23.
- Saint Augustin, La Cité de Dieu, IV, 10 ; VII, 22.